# Jean-Claude Drouot

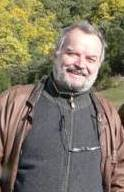
Jean-Claude Drouot (2012)

Jean-Claude Drouot (* 17. Dezember 1938) ist ein belgischer Schauspieler.
Am „Jungen Theater“ in Brüssel ausgebildet, wurde Drouot in Paris Schüler bei Charles Dullin. Seit 1962 spielt er in Frankreich Theater. Von 1963 bis 1966 spielte er die Titelrolle in den 52 Folgen der TV-Serie Thierry la Fronde. Sein erster Kinoerfolg 1965 ist die Hauptrolle in Glück aus dem Blickwinkel des Mannes von Agnès Varda.
Tony Richardson engagierte ihn 1968 für Der Satan mischt die Karten, William Klein für Mr. Freedom, Kevin Billington 1970 für Das Licht am Ende der Welt und Franklin J. Schaffner für Nikolaus und Alexandra. In seiner Heimat ist er u. a. Stéphane Audrans Ehemann Charles in Claude Chabrols Der Riß (1971). Für das Fernsehen arbeitete er in jener Zeit für Marcel Cravenne (La fôret noir). Jean-Christophe Averty, der für sein auch in Deutschland gezeigtes TV-Ereignis Ein Sommernachtstraum, besetzt ihn neben weiteren angesagten Stars wie Claude Jade, Christine Delaroche und Marie Versini als Oberon. Nach dem Bardot-Vehikel Colinot (1973) von Nina Companéez arbeitete er häufiger für das Fernsehen und für das Theater. Zu seinen letzten größeren Kinofilmen zählte Steve Barrons Die Legende von Pinocchio (1996). Im Fernsehen spielte er 2011 den Maler  Elstir in Nina Companzéez' Marcel-Proust-Adaption À la recherche du temps perdu
Von 1985 bis 1990 war er Leiter des Théâtre national de Belgique in Brüssel.

## Filmografie (Auswahl)
- 1963–1966: Thierry la Fronde (Fernsehserie)
- 1965: Glück aus dem Blickwinkel des Mannes (Le bonheur)
- 1967: Das Geheimnis des Wilhelm Storitz (Le secret de Wilhelm Storitz), Fernsehfilm (Titelrolle)
- 1968: Der Satan mischt die Karten (Laughter in the Dark)
- 1969: Ein Sommernachtstraum (Le songe d’une nuit d’été)
- 1971: Das Licht am Ende der Welt (The Light at the Edge of the World)
- 1971: Der Riß (La rupture)
- 1971: Nikolaus und Alexandra (Nicholas and Alexandra)
- 1972: Julia von Mogador (Les Gens de Mogador) (Fernsehserie)
- 1992: Die Passion des Pastor Burg (La confession du Pasteur Burg)
- 1994: Eine gefährliche Frau (La femme dangereuse)
- 2005: Auf den Wellen (Les vagues)
- 2011: Auf der Suche nach der verlorenen Zeit (A la recherche du temps perdu)
- 2023: Polar Park – Eiskalte Morde (Polar Park, Fernsehserie, 6 Folgen)